# Lista de prêmios e indicações recebidos por Lucero
Lucero é uma atriz, cantora, apresentadora e compositora mexicana. Como cantora, a artista já lançou 26 álbuns de estúdio e como atriz, atuou em nove novelas e em sete filmes. Durante sua carreira, a artista já vendeu mais de 30 milhões de discos e ganhou vários prêmios. Até hoje é considerada a artista mexicana que mais ganhou Prêmio TVyNovelas, seja como atriz e cantora, incluindo três prêmios honorários.
Em 1982, Lucero participou do programa infantil Chiquilladas, em que dividiu a apresentação com outros astros mirins mexicanos da época. O programa fez sucesso entre o público infantil da época e a artista acabou sendo indicada pela primeira vez ao Prêmio El Heraldo e vencendo pela categoria "Melhor Atriz Infantil". A estréia de Lucero na teledramaturgia mexicana, foi em Chispita (1982), em que interpretou a órfã Isabel. A forte atuação de Lucero foi o destaque da trama, levando a artista ser indicada pela primeira vez ao Prêmio TVyNovelas no ano seguinte. A artista venceu pela categoria "Melhor Atuação Infantil". Também por Chispita, Lucero venceu pela primeira vez o Calendário Azteca de Oro na categoria "Melhor Revelação do Ano". 
Em 1984, Lucero lançou seu  segundo álbum de estúdio, Con Tan Pocos Años (1985). O álbum foi um sucesso no México, vendendo ao total 200 mil cópias. O álbum fez com que Lucero vencesse pela categoria "Melhor Cantora" do prêmio El Heraldo e fosse indicada ao TVyNovelas pela mesma categoria, perdendo para o cantor Emmanuel. Em 1985, Lucero protagoniza seu terceiro filme, Fiebre de Amor, ao lado do cantor Luis Miguel. Por sua atuação, Lucero venceu o Prêmio Diosa de Plata na categoria "Melhor Revelação Feminina". Em 1988, Lucero lança seu nono álbum de estúdio, Lucerito. O álbum continha canções que fez grande sucesso como "Tu Amiga Fiel" e "Vete Con Ella". Por conta desta última, Lucero ganhou na categoria "Melhor Cantora" do Prêmio Los 15 Grandes de Siempre en Domingo. Em 1989, também pelo mesmo álbum, Lucero ganhou o Prêmio Galardón a los Grandes de Siempre en Domingo na categoria "Melhor Cantora" e o Prêmio Aplauso de "Melhor Revelação – Cantora Juvenil". 
Em 1989, Lucero lança Cuéntame, seu décimo álbum de estúdio. Cuéntame obteve 800 mil cópias vendidas no México conquistando o disco de platina. Seu single principal, "Cuéntame", foi incluído na lista de "As 100 Melhores Músicas em Espanhol dos Anos 80" da VH1. Em 1990, o álbum fez com que Lucero ganhasse o Prêmio TVyNovelas na categoria "Melhor Cantora Juvenil", o Prêmio Galardón a los Grandes de Siempre en Domingo e o El Heraldo na categoria "Melhor Cantora". No mesmo ano, Lucero ganhou um Prêmio TVyNovelas especial na categoria "Melhor Penteado Feminino". Ainda em 1989, Lucero protagonizou sua segunda novela, Cuándo Llega el Amor ao lado de Omar Fierro. Por sua atuação na trama, Lucero ganhou o Prêmio TVyNovelas na categoria "Melhor Atriz Juvenil". 
Em 1990, lançou seu primeiro álbum com músicas do gênero mariachi, Con mi Sentimiento. O álbum obteve 500 mil cópias vendidas conquistando o disco duplo de platina no México. No ano seguinte, Lucero foi indicada pelo álbum ao Prêmio TVyNovelas na categoria "Melhor Cantora Juvenil", mas perdeu para Alejandra Gúzman com seu álbum Eternamiente Bella (1990). Também pelo álbum, Lucero ganhou o Prêmio Galardón a los Grandes, Prêmio El Heraldo, o Prêmio Bravo, o Prêmio Galardón a los Grandes de Siempre en Domingo e o Prêmio Aplauso na categoria "Melhor Cantora".
Em 1991, Lucero lançou o álbum Sólo Pienso en Tí, que obteve 300 mil cópias vendidas conquistando o disco de platina no México. No ano seguinte, Lucero venceu pelo álbum os prêmios Aplauso, Bravo, Antena, El Heraldo e Galardón a los Grandes de Siempre en Domingo na categoria "Melhor Cantora" e o Prêmio TVyNovelas na categoria "Melhor Cantora Juvenil". No mesmo ano, Lucero ganhou mais um Prêmio TVyNovelas especial de "As Pernas Mais Bonitas do Meio Artístico".
Em 1992, Lucero lançou seu segundo álbum do gênero mariachi, Lucero de México. O álbum é considerado o mais vendido de toda a carreira musical de Lucero, com 2 milhões de cópias somente no México, conquistando o disco duplo de platina. Em outros países como Panamá, Chile, Lucero conquistou o disco de ouro. Lucero de México fez com que Lucero conquistasse o Prêmio El Heraldo, o Galardón a los Grandes de Siempre en Domingo e Antena de "Melhor Cantora". Ela também foi indicada ao Prêmio Lo Nuestro na categoria "Artista Feminina do Ano: Regional Mexicano", perdendo para a cantora Selena com seu álbum Entre a mi Mundo, e ao Prêmio TVyNovelas de "Melhor Cantora", perdendo para Thalía por seu álbum Love. Por outro lado, ganhou na categoria "Melhor Cantora de Ranchero". No mesmo ano, Lucero participa pela primeira vez do Festival de Viña del Mar no Chile e ganha o título de Rainha do Festival e a medalha Gaviota, e também participa do Festival AcaFest, em que ganha também uma medalha.
Em 1993, Lucero lança seu álbum homônimo, obtendo 700 mil cópias vedidas e conquistando o disco de platina no México. O álbum Lucero foi indicado ao Prêmio Eres na categoria "Melhor Álbum", mas perdeu para Aries do cantor Luis Miguel e Lucero venceu o mesmo prêmio na categoria "Melhor Cantora". Lucero foi indicada ao Prêmio Lo Nuestro na categoria "Artista Feminina do Ano: Pop", porém perdeu para Gloria Estefan e seu álbum Mi Tierra. Também pelo álbum Lucero, a artista ganhou o Prêmio TVyNovelas na categoria "Melhor Cantora". No mesmo ano, Lucero volta a televisão protagonizando a novela Los Parientes Pobres, ao lado de Ernesto Laguardia. Lucero também venceu prêmios por sua atuação na trama, como o Prêmio ACCA na categoria "Melhor Atriz" e o Prêmio TVyNovelas na categoria "Melhor Atriz Juvenil". A canção-tema da trama também levou Lucero a ganhar o Prêmio Eres e ser indicada ao Prêmio TVyNovelas na categoria "Melhor Canção-Tema". Ainda em 1995, Lucero participa pela segunda vez do Festival AcaFest e ganha novamente uma medalha.
Em 1994, Lucero lançou seu terceiro álbum com canções do gênero mariachi, ¡Cariño de mis Cariños!. O álbum vendeu aproximadamento 400 mil cópias rendendo o disco de platina no México. O álbum ganhou o Prêmio Furia Musical na categoria "Melhor Álbum Ranchero" e rendeu a Lucero os prêmios Diosa de Plata, El Heraldo, Eres e o TVyNovelas na categoria "Melhor Cantora" e o Furia Musical na categoria "Melhor Cantora de Música Ranchera".
Em 1995, Lucero lança o álbum Siempre Contigo, que obteve 500 mil cópias vendidas e conquistou o disco de platina e ouro no México. Siempre Contigo rendeu a Lucero os prêmios El Heraldo, Eres e TVyNovelas de "Melhor Cantora" e uma indicação ao Prêmio Lo Nuestro na categoria "Artista Feminina do Ano: Pop", perdendo para Gloria Estefan e seu álbum Abriendo Puertas. O vídeoclipe da canção "Palabras" do álbum foi também indicado ao Prêmio Lo Nuestro na categoria "Vídeo do Ano", mas perdeu para "Te Extraño, Te Olvido, Te Amo" do cantor Ricky Martin. No mesmo ano, Lucero protagoniza a novela Lazor de Amor, interpretando as trigêmeas María Fernanda, María Guadalupe e María Paula. É considerada por muitos, uma das melhores novelas protagonizadas por Lucero, além de Chispita. A artista interpretou ao mesmo tempo a heroína, a antagonista e a coadjuvante da trama. Por sua interpretação, Lucero ganhou os prêmios Latin ACE Award, AIPE Latin Golden Award, Diosa de Plata, El Heraldo, Eres e o TVyNovelas de "Melhor Atriz". A canção-tema da trama interpretada pela artista, foi indicada ao Prêmio TVyNovelas de "Melhor Canção-Tema", perdendo para a canção "Tengo Todo Contigo" de Alberto Ángel. Ainda em 1995, Lucero ganha seu espaço no Paseo de las Luminárias, no México, e ganha o prêmio Eres de "Melhor Trajetória", por seus quinze anos de carreira.
Em 1997, Lucero lança seu 13º álbum, Piel de Ángel. O álbum obteve 500 mil cópias vendidas dando a Lucero, o disco de ouro no México. O álbum rendeu também a Lucero os prêmios El Heraldo, AIPE Latin Golden Award e o TVyNovelas de "Melhor Cantora", assim como uma indicação ao Prêmio Lo Nuestro na categoria "Artista Feminina do Ano: Pop", perdendo para Thalía por seu álbum Amor a la Mexicana. No mesmo ano, Lucero é escolhida para ser madrinha e apresentadora oficial do Teleton México. O empenho da artista como apresentadora do especial, fez com que conquistasse os prêmios Calendário Azteca de Oro, El Heraldo, AIPE Latin Golden Award e o TVyNovelas na categoria "Melhor Apresentadora". Também em 1997, Lucero participa novamente do Festival AcaFest em que ganha sua terceira medalha.
Em 1998, Lucero lança seu quarto álbum de música mariachi, Cerca de Ti. O álbum vendeu aproximadamente 600 mil cópias, rendendo a artista o disco duplo de platina no México, assim sendo o último álbum da artista a obter vendas expressivas no país. Cerca de Ti rendeu a Lucero pela primeira vez o Billboard Awards na categoria "Melhor Álbum de Ranchera". Também rendeu a artista o Prêmio Galardón a los Grandes de "Melhor Cantora". 
1999 é outro ano bastante representativo para Lucero, pois se comemora vinte anos de sua carreira. Além de Lucero ter feito e gravado uma apresentação na Plaza de Toros para o álbum Un Lucero en la México, a artista também foi lembrada por sua trajetória, sendo homenageada nos prêmios Lo Nuestro, Palma de Oro, TVyNovelas e no programa Al Fin de Semana.
Em 2000, Lucero volta a televisão protagonizando a novela Mi Destino Eres Tú, ao lado de Jorge Salinas e Jaime Camil. Sua atuação na novela rendeu o Prêmio TVyNovelas na categoria "Melhor Atriz" e uma indicação na categoria "Melhor Beijo", junto com Jorge Salinas. Em 2001, Lucero participa pela terceira vez do Festival de Viña del Mar e ganha a Gaviota de Plata.
Em 2002, Lucero lança seu quinto álbum de mariachi, Un Nuevo Amor. Obteve 80 mil cópias vendidas no México. O álbum rendeu a Lucero uma indicação ao Prêmio Lunas del Auditório na categoria "Melhor Balada", perdendo para a cantora Rosana Arbelo por seu álbum Marca Registrada. No mesmo ano, Lucero é homenageada pelo Conselho de Comércio dos EUA e México e premiada com o Double Eagle Leadership Award.
Em 2003, Lucero é escolhida para protagonizar o grande musical Regina. A peça rendeu cem apresentações no México e a atuação de Lucero foi bastante aclamada, levando receber um Prêmio TVyNovelas especial.
Em 2004, Lucero lança seu sexto álbum de mariachi e o primeiro da gravadora EMI Music, Cuándo Sale un Lucero. O álbum obteve 50 mil cópias vendidas conquistando o disco de ouro no México. Lucero conquistou pelo álbum, o Prêmio Orgullosamente Latino na categoria "Melhor Álbum Latino". No mesmo ano, a artista participou do filme Zapata: El Sueño del Héroe e foi indicada juntamente com o ator e cantor Alejandro Fernández ao MTV Movie Awards México na categoria "Sexo Mais Bizarro", perdendo para Jacqueline Voltaire e Silverio Palacios pelo filme Matando Cabos
Em 2005, Lucero protagonizou a novela Alborada ao lado do ator Fernando Colunga. A trama se converte em mais um sucesso na carreira de Lucero e a artista por sua atuação, ganha o Prêmio TVyNovelas, o Palmas de Oro e o Prêmio Bravo de "Melhor Atriz". No mesmo ano, Lucero é homenageada também pelo Prêmio TVyNovelas por seus 25 anos de carreira.
Em 2006, Lucero lança seu 18º álbum de estúdio, Quiéreme Tal Como Soy, que é um tributo ao músico Rafael Pérez Botija. O álbum obteve 70 mil cópias vendidas conquistando o disco de ouro no México. O álbum recebeu as indicações de "Melhor Álbum Latino" e "Melhor Cantora Latina" para Lucero, mas perdeu para o álbum Celestial da banda RBD e para a cantora Olga Tañón por seu álbum Soy Como Tú, respectivamente. No mesmo ano, Lucero é escolhida juntamente com Saúl Lisazo, Fernando Arau, Maria Elena Salinas, Jessi Losada e Cristina Saralegui para ganhar o Emmy Award por sua influência e contribuição para a televisão hispânica. A artista também é homenageada por sua trajetória pela Associação Nacional de Atores do México, em que ganha a medalha de prata.
Em 2008, Lucero protagoniza a novela Mañana Es Para Siempre ao lado de Fernando Colunga e Silvia Navarro, interpretando pela primeira vez uma antagonista. Seu papel de vilã rendeu o Prêmio People en Español na categoria de "Melhor Vilã", o Latin ACE Award de "Melhor Atriz Coadjuvante" e a indicação ao Prêmio TVyNovelas na categoria "Melhor Atriz", perdendo para Itatí Cantoral pela novela Hasta que el Dinero nos Separe. Em 2009, Lucero apresentou pela terceira vez os Latin Grammy Awards, juntamente com o ator mexicano Eugenio Derbez. A dupla ganhou o Prêmio People en Español na categoria "Melhores Apresentadores".
Em 2010, Lucero lançou seu 19º álbum de estúdio, Indispensable. O álbum obteve aproximadamente 40 mil cópias no México e obteve destaque também nos EUA. Indispensable foi indicado ao Prêmio People en Español na categoria "Melhor Cantor(a) ou Grupo Pop", perdendo para Anahí e Christian Chávez, e o vídeo clipe de uma das canções do álbum, "Esta Vez la Primera Soy Yo", foi também indicado na categoria "Vídeo do Ano", perdendo para "Libertad" de Anahí e Christian Chávez. Outra canção do álbum, "Dueña de tu Amor", também recebeu duas indicações, nas categorias "Retorno do Ano" e "Canção do Ano", perdendo para "Me Enamoré de Tí" de Chayanne e "Waka Waka" de Shakira, respectivamente, além de vencer o ASCAP Latin Music Award na categoria "Melhor Canção – Televisão". No mesmo ano, a artista novamente apresentou ao lado de Eugenio Derbez os Latin Grammy Awards, e rendeu mais um Prêmio People en Español na categoria "Melhores Apresentadores". Também em 2010, Lucero protagonizou a novela Soy tu Dueña ao lado de Fernando Colunga. Sua atuação rendeu o Latin ACE Award de "Melhor Atriz", uma indicação ao Prêmio TVyNovelas pela mesma categoria, perdendo para Angelique Boyer por Teresa, ao Prêmio People en Español pela mesma categoria e por "Melhor Casal" juntamente con Fernando Colunga, perdendo para Itatí Cantoral por Hasta que el Dinero nos Separe e também por Cantoral e Pedro Fernández pela mesma novela, respectivamente, e ao Prêmio Juventud pelas categorias "Garota Que Rouba a Cena", perdendo para Maite Perroni por Triunfo del Amor e "Melhor Tema Noveleiro", juntamente com Joan Sebastian pela canção-tema da trama, "Golondrinas Viajeras", perdendo para "El" de Jenni Rivera. Em 2016, Lucero ganhou o Prêmio Melhores do Ano de Minha Novela na categoria "Melhor Astro Estrangeiro", por conta da exibição da novela no Brasil. Em 2011, Lucero recebeu das mãos de Fernando Colunga, o Prêmio Oye! honorário pelos trinta anos de trajetória e também é homenageada pelo Prêmio Lo Nuestro.
Em 2012, Lucero lançou em parceria com Joan Sebastian, o álbum ranchero Un Lu*Jo. O álbum levou três indicações ao Billboard Latin Music Awards nas categorias "Melhor Artista do Ano" para Lucero, perdendo para Jenni Rivera, "Melhor Cantor(a) de Mariachi/Ranchera do Ano" para Lucero e Joan Sebastian, perdendo para este por seu outro álbum 13 Celebrando el 13 e "Melhor Álbum de Mariachi/Ranchera do Ano", perdendo novamente para Sebastian por 13 Celebrando el 13. No mesmo ano, Lucero protagonizou a novela Por ella soy Eva, ao lado de Jaime Camil. A trama rendeu a Lucero o Prêmio People en Español nas categorias "Estrela do Ano" e "Melhor Atriz", e uma indicação na categoria "Casal do Ano", juntamente com Jaime Camil, perdendo para Ana Brenda Contreras e Jorge Salinas pela novela La que no podía amar. Lucero também recebeu uma indicação ao Prêmio TVyNovelas na categoria "Melhor Atriz", perdendo para  Victoria Ruffo por Corona de lágrimas, quatro indicações ao Prêmio Los Favoritos del Público nas categorias "Atriz Favorita", perdendo para Livia Brito pela trama Abismo de pasión, "Beijo Favorito", "Bofetada Favorita" e "Casal do Ano" juntamente com Jaime  Camil, e uma indicação ao Prêmio Juventud, na categoria "Garota Que Rouba a Cena", perdendo para Blanca Soto por Porque el Amor Manda.
Em 2013, Lucero é homenageada pelo Prêmio TVyNovelas por sua trajetória nas novelas, e pelo Hispanic Heritage Awards. No ano seguinte, Lucero lança seu 22º álbum de estúdio, Aquí Estoy, que é um tributo a cantora mexicana Ana Gabriel. O álbum foi indicado ao Billboard Latin Music Awards na categoria "Artista Feminino do Ano: Top Álbum Latino", porém perdeu para Jenni Rivera por seu álbum Joyas Prestadas: Pop. No mesmo ano, é indicada ao Prêmio People en Español na categoria "Melhor Apresentadora", por conduzir o reality show Yo Soy el Artista da emissora Telemundo, porém perdeu para Gaby Espino pelo programa Buscando mi Ritmo. Em 2015, Lucero recebeu o prêmio Hispanic Television Summit, por sua trajetória na televisão hispânica e o Prêmio LatinPop Brasil na categoria "Votação dos LatinPopeiros", foi indicada ao Prêmio Tu Mundo na categoria "Apresentador de Especiais Favorito" pelo programa Yo Soy el Artista, perdendo para Gaby Espino por Buscando mi Ritmo, e ganhou pela categoria "O Favorito da Noite", por sua homenagem póstuma ao cantor Joan Sebastian.
Em 2016, Lucero foi indicada mais uma vez ao Prêmio LatinPop Brasil na categoria "Votação dos LatinPopeiros", perdendo para Dulce María, e ganhou um prêmio especial por seu sucesso alcançado no Brasil. No mesmo ano, Lucero protagoniza a novela brasileira Carinha de Anjo, se tornando a primeira atriz mexicana a coprotagonizar uma novela no Brasil. Por sua atuação, a artista foi indicada ao Troféu Internet na categoria "Melhor Atriz", sendo a primeira atriz estrangeira a receber uma indicação ao prêmio, mas perdeu para Grazi Massafera por A Lei do Amor.
Em 2017, a artista lança o álbum Enamorada con Banda, em que canta músicas do gênero banda sinaloense pela primeira vez. O álbum rendeu a artista um Prêmio Bandamax na categoria "Solista Feminina do Ano". Em 2018, Lucero ganhou mais dois prêmios Bandamax nas categorias "Trajetória do Ano" e "Artista Mais Influente das Redes". Em 2018, Lucero lança o seu segundo álbum de banda sinaloense, Más Enamorada con Banda, que rendeu uma indicação ao Prêmio Lunas del Auditório na categoria "Melhor Música Mexicana", porém perdeu para Lila Downs. Em 2019, a artista lança o terceiro álbum do gênero, Sólo Me Faltabas Tú. Pelo álbum, Lucero ganhou o Prêmio Bandamax na categoria "Melhor Solista Feminina".

## AIPE Latin Golden Awards
Os AIPE Latin Golden Awards (antigo Continente de Plata) foram criados em 1972 por um grupo de jornalistas independentes e especializados em espetáculos da Argentina e internacional. Lucero ganhou três prêmios.
| Ano  | Receptor/Trabalho indicado | Prêmio               | Resultado | Ref.  |
| ---- | -------------------------- | -------------------- | --------- | ----- |
| 1996 | Lazos de Amor              | Melhor Atriz         | Venceu    | [ 9 ] |
| 1998 | Teletón México             | Melhor Apresentadora | Venceu    |       |
| 1998 | Piel de Ángel              | Melhor Cantora       | Venceu    |       |

## Al Fin de Semana
O programa Al Fin de Semana estreou no dia 31 de Maio de 1998 substituindo Siempre en Domingo e é transmitido pela emissora mexicana Las Estrellas. Em 1999, o programa premiou Lucero pelos seus vinte anos de carreira.
| Ano  | Receptor/Trabalho indicado | Prêmio                                          | Resultado | Ref.   |
| ---- | -------------------------- | ----------------------------------------------- | --------- | ------ |
| 1999 | Trajetória artística       | Prêmio Honorário (pelos vinte anos de carreira) | Venceu    | [ 10 ] |

## ASCAP Latin Music Awards
Os ASCAP Latin Music Awards foram criados em 1992 pela Sociedade Americana de Compositores, Autores e Editores (ASCAP), organização sem fins lucrativos que protege os direitos autorais das obras dos artistas através de monitoramento de suas reproduções públicas, seja em apresentações ao vivo ou broadcast, compensando-os de acordo. Os ASCAP Latin Music Awards são uma das versões dos ASCAP Awards. Lucero venceu um prêmio em 2011.
| Ano  | Receptor/Trabalho indicado | Prêmio                    | Resultado | Ref.   |
| ---- | -------------------------- | ------------------------- | --------- | ------ |
| 2011 | "Dueña de tu Amor"         | Melhor Canção – Televisão | Venceu    | [ 12 ] |

## Asociación Nacional de Actores
A Asociación Nacional de Actores (ANDA), é uma organização mexicana criada em 1934 que engloba o grêmio de atores e artístico em todo o território do país. A cada ano, a organização escolhe um artista para ser homenageado com uma medalha de prata ou de ouro por sua contribuição no meio artístico mexicano. Lucero recebeu uma medalha de prata em 2006.
| Ano  | Receptor/Trabalho indicado | Prêmio                                       | Resultado | Ref.   |
| ---- | -------------------------- | -------------------------------------------- | --------- | ------ |
| 2006 | Trajetória artística       | Medalha de Prata (pelos 25 anos de carreira) | Venceu    | [ 13 ] |

## Billboard Latin Music Awards
Em 1994, foram originados os Billboard Latin Music Awards (BBLMA), versão latina dos Billboard Music Awards (BBMA), criados pela revista americana Billboard, que premiam artistas que tiveram presenças constantes em suas charts, baseados em vendas datadas pela Nielsen SoundScan e no rádio pela Nielsen Broadcast Data Systems. Lucero ganhou um BBLMA de cinco indicações.
| Ano  | Receptor/Trabalho indicado | Prêmio                                                     | Resultado | Ref.   |
| ---- | -------------------------- | ---------------------------------------------------------- | --------- | ------ |
| 1999 | Cerca de Ti                | Álbum Ranchero do Ano – Feminino                           | Venceu    | [ 16 ] |
| 2013 | Un Lu*Jo                   | Artista do Ano (com Joan Sebastian)                        | Indicado  | [ 17 ] |
| 2013 | Un Lu*Jo                   | Cantor(a) de Mariachi/Ranchera do Ano (com Joan Sebastian) | Indicado  | [ 17 ] |
| 2013 | Un Lu*Jo                   | Álbum de Mariachi/Ranchera do Ano (com Joan Sebastian)     | Indicado  | [ 17 ] |
| 2015 | Aquí Estoy                 | Artista Feminino do Ano – Top Álbum Latino                 | Indicado  | [ 18 ] |

## Chamber of Commerce of Mexico and United States
O Chamber of Commerce of México and United States é uma associação sem fins lucrativos criada nos anos 20 e que visa estreitar as relações comerciais entre México e EUA. Em 2002, Lucero recebeu o Double Eagle Leadership Award da associação.
| Ano  | Receptor/Trabalho indicado | Prêmio                        | Resultado | Ref.   |
| ---- | -------------------------- | ----------------------------- | --------- | ------ |
| 2002 | Lucero                     | Double Eagle Leadership Award | Venceu    | [ 20 ] |

## Emmy Awards
Os Emmy Awards foram criados em 1949 pela Academia de Artes e Ciências Televisivas (ATAS), Academia Nacional de Artes e Ciências Televisivas (NATAS) e Academia Internacional das Artes e Ciências Televisivas (IATAS), e honram o melhor da televisão americana. Em 2005 e 2006, foi realizada em Nova York, a premiação Leaders in Spanish-Language Television Emmy Awards, criada especialmente pela Academia Nacional de Artes e Ciências Televisivas (NATAS) para homenagear os profissionais da televisão latino-americana com um Emmy. Para a ocasião, a instituição honrava seis artistas latinos que deram sua contribuição para a televisão, seja na área de jornalismo ou entretenimento. Em 2006, Lucero foi uma dos seis premiados por sua trajetória como atriz e apresentadora.
| Ano  | Receptor/Trabalho indicado | Prêmio                                            | Resultado | Ref.   |
| ---- | -------------------------- | ------------------------------------------------- | --------- | ------ |
| 2006 | Trajetória na televisão    | Leaders in Spanish-Language Television Emmy Award | Venceu    | [ 22 ] |

## Festival Acapulco
O Festival de Acapulco foi criado em 1991 e produzido pelo produtor mexicano Raúl Velazco. Anteriormente era chamado de AcaFest e teve um hiato entre 2005 e 2012. É transmitido pelo canal Las Estrellas. Lucero ganhou três medalhas AcaFest por sua participação em 1992, 1993 e 1997.
| Ano  | Receptor/Trabalho indicado | Prêmio          | Resultado | Ref.   |
| ---- | -------------------------- | --------------- | --------- | ------ |
| 1992 | Lucero                     | Medalha AcaFest | Venceu    | [ 23 ] |
| 1993 | Lucero                     | Medalha AcaFest | Venceu    | [ 23 ] |
| 1997 | Lucero                     | Medalha AcaFest | Venceu    | [ 23 ] |

## Festival Internacional da Canção de Viña del Mar
O Festival Internacional da Canção de Viña del Mar é um festival de música criado em 1960 no Chile. Seu objetivo é homenagear e premiar o melhor da música chilena e internacional. Lucero participou do festival três vezes: em 1992, 1994 e 2001. Na edição de 1992, Lucero foi nomeada a Rainha do Festival e foi premiada com a medalha Gaviota. Na de 2001, Lucero ganhou a Gaviota de Plata.
| Ano  | Receptor/Trabalho indicado | Prêmio             | Resultado | Ref.   |
| ---- | -------------------------- | ------------------ | --------- | ------ |
| 1992 | Lucero                     | Rainha do Festival | Venceu    | [ 10 ] |
| 1992 | Lucero                     | Medalha Gaviota    | Venceu    | [ 10 ] |
| 2001 | Lucero                     | Gaviota de Plata   | Venceu    | [ 25 ] |

## Hispanic Heritage Awards
Os Hispanic Heritage Awards foram criados em 1987 na Casa Branca, em comemoração ao mês da herança latino-americana. O objetivo do prêmio é homenagear vários artistas latinos, de várias áreas, que tiveram impacto nos EUA. Na 26ª edição da premiação ocorrida em 2013, Lucero foi homenageada com o prêmio Vision.
| Ano  | Receptor/Trabalho indicado | Prêmio | Resultado | Ref.   |
| ---- | -------------------------- | ------ | --------- | ------ |
| 2013 | Lucero                     | Vision | Venceu    | [ 28 ] |

## Hispanic Television Summit Awards
Os Hispanic Television Summit Awards foram criados em 2002 e tem como o objetivo homenagearem artistas latinos que deram sua contribuição na televisão latino-americana em diversas áreas, sejam atores, produtores ou diretores. Na 13ª edição ocorrida em 2015, Lucero foi homenageada com o prêmio honorário por sua carreira na televisão.
| Ano  | Receptor/Trabalho indicado | Prêmio          | Resultado | Ref.   |
| ---- | -------------------------- | --------------- | --------- | ------ |
| 2015 | Trajetória na televisão    | Prêmio Especial | Venceu    | [ 30 ] |

## Latin ACE Awards
Os Latin ACE Awards foram criados em 1967 pela Associação Latina de Cronistas de Espetáculos de Nova York, e premia o melhor do cinema, televisão e teatro latino-americano. Lucero ganhou três prêmios.
| Ano  | Receptor/Trabalho indicado | Prêmio                               | Resultado | Ref.   |
| ---- | -------------------------- | ------------------------------------ | --------- | ------ |
| 1996 | Lazos de Amor              | Melhor Atriz – Televisão             | Venceu    | [ 9 ]  |
| 2010 | Mañana Es Para Siempre     | Melhor Atriz Coadjuvante – Televisão | Venceu    | [ 32 ] |
| 2011 | Soy tu Dueña               | Melhor Atriz – Televisão             | Venceu    | [ 33 ] |

## Mr. Amigo Association
A Mr. Amigo Association foi criada em 1960 e tem como objetivo de homenagear a cultura mexicana e americana e estreitar as relações entre México e EUA. Lucero recebeu o prêmio em 2006, devido a sua carreira e a sua contribuição filantrópica com o Teletón.
| Ano  | Receptor/Trabalho indicado          | Prêmio    | Resultado | Ref.   |
| ---- | ----------------------------------- | --------- | --------- | ------ |
| 2006 | Trajetória artística e filantrópica | Mr. Amigo | Venceu    | [ 36 ] |

## MTV Movie Awards México
Em 2003, foram originados os MTV Movie Awards México, versão mexicana dos MTV Movie Awards para premiar artistas e produções mexicanas. O prêmio somente teve três edições, sendo extinto em 2005. Lucero, juntamente com o ator e cantor Alejandro Fernández, foi indicada uma vez ao prêmio.
| Ano  | Receptor/Trabalho indicado | Prêmio                                      | Resultado | Ref.   |
| ---- | -------------------------- | ------------------------------------------- | --------- | ------ |
| 2005 | Zapata: El Sueño del Héroe | Sexo Mais Bizarro (com Alejandro Fernández) | Indicado  | [ 38 ] |

## Paseo de las Luminarias
O Paseo de las Luminarias, ou Plaza de las Luminarias, foi criado em 1982 por Gloria Funtanet Manjie. É uma espécie de calçada da fama do México. Lucero ganhou seu espaço em 1995.
| Ano  | Receptor/Trabalho indicado | Prêmio          | Resultado | Ref.   |
| ---- | -------------------------- | --------------- | --------- | ------ |
| 1995 | Trajetória artística       | Calçada da Fama | Venceu    | [ 40 ] |

## Prêmio ACCA
O Prêmio ACCA foi criado pela Associação de Críticos e Comentaristas de Arte de Miami e honra artistas latinos que trabalham na televisão. Lucero ganhou um prêmio ACCA.
| Ano  | Receptor/Trabalho indicado | Prêmio       | Resultado | Ref.   |
| ---- | -------------------------- | ------------ | --------- | ------ |
| 1993 | Los Parientes Pobres       | Melhor Atriz | Venceu    | [ 41 ] |

## Prêmio Antena
O Prêmio Antena foi criado em 1958 pela Câmara Nacional da Indústria e Rádio (CIRT), e premia os profissionais e artistas da telecomunicação mexicana. Lucero ganhou dois prêmios Antena. 
| Ano  | Receptor/Trabalho indicado | Prêmio         | Resultado | Ref.   |
| ---- | -------------------------- | -------------- | --------- | ------ |
| 1992 | Sólo Pienso en Ti          | Melhor Cantora | Venceu    | [ 10 ] |
| 1993 | Lucero de México           | Melhor Cantora | Venceu    | [ 23 ] |

## Prêmio Aplauso 92
O Prêmio Aplauso 92 foi criado pela radialista Betty Pino, da rádio FM 92 Miami, e premia os profissionais da música latina. Lucero ganhou três prêmios Aplauso. 
| Ano  | Receptor/Trabalho indicado | Prêmio                             | Resultado | Ref.   |
| ---- | -------------------------- | ---------------------------------- | --------- | ------ |
| 1989 | Lucerito                   | Melhor Revelação – Cantora Juvenil | Venceu    | [ 42 ] |
| 1991 | Con mi Sentimiento         | Melhor Cantora Latina              | Venceu    | [ 41 ] |
| 1992 | Sólo Pienso en Tí          | Melhor Cantora Latina              | Venceu    | [ 23 ] |

## Prêmio Bandamax
O Prêmio Bandamax foi criado em 2012 pela revista mexicana Furia Musical e honra o melhor da música do gênero banda sinaloense. Em 2013, a revista tinha sido descontinuada e isso permaneceu até 2017, e durante esse período o prêmio não foi extinto. É exibido anualmente pela emissora Las Estrellas. Lucero venceu quatro prêmios.
| Ano  | Receptor/Trabalho indicador | Prêmio                           | Resultado | Ref.   |
| ---- | --------------------------- | -------------------------------- | --------- | ------ |
| 2017 | Enamorada con Banda         | Melhor Solista Feminina          | Venceu    | [ 45 ] |
| 2018 | Lucero                      | Artista Mais Influente das Redes | Venceu    | [ 46 ] |
| 2018 | Trajetória musical          | Trajetória do Ano                | Venceu    | [ 46 ] |
| 2019 | Sólo Me Faltabas Tú         | Melhor Solista Feminina          | Venceu    | [ 47 ] |

## Prêmio Bravo
O Prêmio Bravo foi criado pela atriz Silvia Pinal em 1991, e honra o melhor da televisão, marketing, dublagem, música, teatro, rádio e cinema mexicano. Lucero ganhou três prêmios por seu trabalho como cantora e um como atriz.
| Ano  | Receptor/Trabalho indicado | Prêmio         | Resultado | Ref.   |
| ---- | -------------------------- | -------------- | --------- | ------ |
| 1991 | Con mi Sentimiento         | Melhor Cantora | Venceu    | [ 41 ] |
| 1992 | Sólo Pienso en Tí          | Melhor Cantora | Venceu    | [ 10 ] |
| 1996 | Siempre Contigo            | Melhor Cantora | Venceu    | [ 10 ] |
| 2006 | Alborada                   | Melhor Atriz   | Venceu    | [ 49 ] |

## Prêmio Calendario Azteca de Oro
O Prêmio Calendario Azteca de Oro foi criado em 1956 pela Associação Mexicana de Jornalistas de Rádio e Televisão (AMPRYyT), e honra os profissionais da telecomunicação mexicana, assim como atores e cantores. Lucero ganhou dois prêmios: um como atriz e um como apresentadora.
| Ano  | Receptor/Trabalho indicado | Prêmio                  | Resultado | Ref.   |
| ---- | -------------------------- | ----------------------- | --------- | ------ |
| 1983 | Chispita                   | Melhor Revelação do Ano | Venceu    | [ 10 ] |
| 1998 | Teletón México             | Melhor Apresentadora    | Venceu    |        |

## Prêmio Diosa de Plata
O Prêmio Diosa de Plata foi idealizado pelo cineasta mexicano Benjamín Ortega em 1961 e finalmente criado em 1962 pelos Periodistas Cinematográficos do México (PECIME), e honra o melhor do cinema, televisão e música mexicana. Lucero venceu três Diosa de Plata.
| Ano  | Receptor/Trabalho indicado | Prêmio                    | Resultado | Ref.   |
| ---- | -------------------------- | ------------------------- | --------- | ------ |
| 1986 | Fiebre de Amor             | Melhor Revelação Feminina | Venceu    | [ 52 ] |
| 1995 | ¡Cariño de mis Cariños!    | Melhor Cantora            | Venceu    | [ 53 ] |
| 1996 | Lazos de Amor              | Melhor Atriz              | Venceu    | [ 54 ] |

## Prêmio El Heraldo
O Prêmio El Heraldo foi originado da revista mexicana El Heraldo de México e criado pelo produtor Raúl Velazco em 1966. O prêmio era transmitido anualmente pelo Las Estrellas (então Canal de las Estrellas) até ser extinto em 2003. Depois do TVyNovelas, o El Heraldo foi o prêmio que Lucero mais ganhou em sua carreira. No total, a artista ganhou onze prêmios.
| Ano  | Receptor/Trabalho indicado | Prêmio                         | Resultado | Ref.   |
| ---- | -------------------------- | ------------------------------ | --------- | ------ |
| 1983 | Chiquilladas               | Melhor Atriz Infantil          | Venceu    |        |
| 1985 | Con Tan Pocos Años         | Melhor Cantora                 | Venceu    | [ 23 ] |
| 1990 | Cuéntame                   | Melhor Cantora                 | Venceu    | [ 41 ] |
| 1991 | Con mi Sentimiento         | Melhor Cantora                 | Venceu    | [ 41 ] |
| 1992 | Sólo Pienso en Tí          | Melhor Cantora                 | Venceu    | [ 10 ] |
| 1993 | Lucero de México           | Melhor Cantora                 | Venceu    | [ 10 ] |
| 1995 | ¡Cariño de mis Cariños!    | Melhor Cantora                 | Venceu    | [ 10 ] |
| 1996 | Siempre Contigo            | Melhor Cantora                 | Venceu    | [ 10 ] |
| 1996 | Lazos de Amor              | Melhor Atriz em uma Telenovela | Venceu    | [ 55 ] |
| 1997 | Piel de Ángel              | Melhor Cantora                 | Venceu    |        |
| 1998 | Teletón México             | Melhor Apresentadora           | Venceu    |        |

## Prêmio Eres
O Prêmio Eres foi criado em 1993 pela revista mexicana de mesmo nome. Era transmitido anualmente pelo Canal de las Estrellas e foi extinto em 2002. O prêmio honrava o melhor da música e televisão latina. Lucero recebeu sete prêmios de oito indicações.
| Ano  | Receptor/Trabalho indicado | Prêmio                                            | Resultado | Ref.   |
| ---- | -------------------------- | ------------------------------------------------- | --------- | ------ |
| 1994 | "Los Parientes Pobres"     | Melhor Canção-Tema                                | Venceu    | [ 41 ] |
| 1994 | Lucero                     | Melhor Cantora                                    | Venceu    | [ 10 ] |
| 1994 | Lucero                     | Melhor Álbum                                      | Indicado  | [ 56 ] |
| 1995 | ¡Cariño de mis Cariños!    | Melhor Cantora                                    | Venceu    | [ 40 ] |
| 1995 | Lucero                     | Melhor Imagem                                     | Venceu    | [ 40 ] |
| 1995 | Trajetória artística       | Melhor Trajetória (pelos quinze anos de carreira) | Venceu    | [ 40 ] |
| 1996 | Siempre Contigo            | Melhor Cantora                                    | Venceu    | [ 10 ] |
| 1996 | Lazos de Amor              | Melhor Atriz Jovem                                | Venceu    | [ 57 ] |

## Prêmio Furia Musical
O Prêmio Furia Musical foi originado da revista de mesmo nome em 1994, e honrava os artistas da música regional mexicana. O prêmio teve sua última edição em 2010 e três anos depois a própria revista foi descontinuada até 2017. O evento era transmitido anualmente pelas emissoras Las Estrellas, Galavisión e Univision. Lucero venceu três prêmios.
| Ano  | Receptor/Trabalho indicado | Prêmio                            | Resultado | Ref.   |
| ---- | -------------------------- | --------------------------------- | --------- | ------ |
| 1994 | ¡Cariño de mis Cariños!    | Melhor Cantora de Música Ranchera | Venceu    | [ 58 ] |
| 1995 | ¡Cariño de mis Cariños!    | Melhor Álbum Ranchero             | Venceu    | [ 40 ] |
| 2004 | Trajetória artística       | Prêmio Especial                   | Venceu    |        |

## Prêmio Galardón a los Grandes de Siempre en Domingo
O Prêmio Galardón a los Grandes de Siempre en Domingo surgiu em 1989 e premiava os cantores latinos que se destacaram e marcavam presença constante no programa mexicano Siempre en Domingo, um programa de variedades que era transmitido pelo Las Estrellas (então Canal de las Estrellas). Estreou em 1969 e foi exibido até 1998. O prêmio foi extinto em 1997, um ano antes do programa sair do ar. Lucero venceu cinco prêmios.
| Ano  | Receptor/Trabalho indicado | Prêmio         | Resultado | Ref.   |
| ---- | -------------------------- | -------------- | --------- | ------ |
| 1989 | Lucerito                   | Melhor Cantora | Venceu    | [ 41 ] |
| 1990 | Cuéntame                   | Melhor Cantora | Venceu    | [ 41 ] |
| 1991 | Con mi Sentimiento         | Melhor Cantora | Venceu    | [ 41 ] |
| 1992 | Sólo Pienso en Tí          | Melhor Cantora | Venceu    | [ 10 ] |
| 1993 | Lucero de México           | Melhor Cantora | Venceu    | [ 23 ] |

## Prêmio Juventud
O Prêmio Juventud foi criado em 2004 e é transmitido anualmente pela emissora americana Univision. O prêmio honra as celebridades latinas nas áreas de esporte, televisão, música, moda e cinema. Lucero foi indicada três vezes ao prêmio.
| Ano  | Receptor/Trabalho indicado | Prêmio                                     | Resultado | Ref.   |
| ---- | -------------------------- | ------------------------------------------ | --------- | ------ |
| 2011 | Soy tu Dueña               | Garota Que Rouba a Cena                    | Indicado  | [ 60 ] |
| 2011 | "Golondrinas Viajeras"     | Melhor Tema Noveleiro (com Joan Sebastian) | Indicado  | [ 60 ] |
| 2013 | Por Ella... Soy Eva        | Garota Que Rouba a Cena                    | Indicado  | [ 61 ] |

## Prêmio LatinPop Brasil
O Prêmio LatinPop Brasil foi criado em 2015 pelo site de mesmo nome e os vencedores são escolhidos pelo público através de enquete no próprio site. O prêmio tem como objetivo honrar os artistas da América Latina, Itália e Espanha. Lucero ganhou dois prêmios de três indicações.
| Ano  | Receptor/Trabalho indicado | Prêmio                                                 | Resultado | Ref.   |
| ---- | -------------------------- | ------------------------------------------------------ | --------- | ------ |
| 2015 | Lucero                     | Votação dos LatinPopeiros                              | Venceu    | [ 63 ] |
| 2016 | Lucero                     | Votação dos LatinPopeiros                              | Indicado  | [ 3 ]  |
| 2016 | Lucero                     | Prêmio Especial (pelo sucesso reconquistado no Brasil) | Venceu    | [ 4 ]  |

## Prêmio Lo Nuestro
O Prêmio Lo Nuestro foi criado em 1989 pela emissora americana Univísion e premia os melhores da música latina. Lucero foi indicada cinco vezes ao prêmio e ganhou dois honorários por sua trajetória. 
| Ano  | Receptor/Trabalho indicado | Prêmio                                       | Resultado | Ref.   |
| ---- | -------------------------- | -------------------------------------------- | --------- | ------ |
| 1993 | Lucero de México           | Artista Feminina do Ano – Regional Mexicano  | Indicado  |        |
| 1994 | Lucero                     | Artista Feminina do Ano – Pop                | Indicado  | [ 65 ] |
| 1996 | Siempre Contigo            | Artista Feminina do Ano – Pop                | Indicado  | [ 66 ] |
| 1996 | "Palabras"                 | Vídeo do Ano                                 | Indicado  | [ 66 ] |
| 1998 | Piel de Ángel              | Artista Feminina do Ano – Pop                | Indicado  | [ 67 ] |
| 1998 | Trajetória artística       | Prêmio Especial (Jovens com Legado)          | Venceu    | [ 68 ] |
| 2011 | Trajetória artística       | Prêmio Honorário (pelos 31 anos de carreira) | Venceu    | [ 69 ] |

## Prêmio Los 15 Grandes de Siempre en Domingo
Los 15 Grandes de Siempre en Domingo foi criado em 1980. Assim como o prêmio Galardon a los Grandes, Los 15 Grandes também foi originado dentro do programa mexicano Siempre en Domingo. O prêmio escolhia a cada ano quinze melhores canções de cantores que marcavam presença constante no programa. Lucero foi escolhida entre os quinze melhores em 1988 pela canção "Vete con Ella".
| Ano  | Receptor/Trabalho indicado | Prêmio         | Resultado | Ref.   |
| ---- | -------------------------- | -------------- | --------- | ------ |
| 1988 | "Vete con Ella"            | Melhor Cantora | Venceu    | [ 10 ] |

## Prêmio Los Favoritos del Público
Os Los Favoritos del Público foi criado em 2013 pela revista TVyNovelas e pela Televisa, e premia o melhor da televisão mexicana. Os vencedores são escolhidos pelo voto popular através do site oficial do prêmio e pelo Twitter. Somente em 2013, Lucero foi indicada quatro vezes ao prêmio.
| Ano  | Receptor/Trabalho indicado | Prêmio                              | Resultado | Ref.   |
| ---- | -------------------------- | ----------------------------------- | --------- | ------ |
| 2013 | Por Ella... Soy Eva        | Atriz Favorita                      | Indicado  | [ 71 ] |
| 2013 | Por Ella... Soy Eva        | Beijo Favorito (com Jaime Camil)    | Indicado  | [ 71 ] |
| 2013 | Por Ella... Soy Eva        | Bofetada Favorita (com Jaime Camil) | Indicado  | [ 71 ] |
| 2013 | Por Ella... Soy Eva        | Casal Favorito (com Jaime Camil)    | Indicado  | [ 71 ] |

## Prêmio Lunas del Auditorio
O Prêmio Lunas del Auditório foi criado em 1992 no México e premia o melhor da música latina. Lucero recebeu três indicações ao prêmio.
| Ano  | Receptor/Trabalho indicado | Prêmio          | Resultado | Ref.   |
| ---- | -------------------------- | --------------- | --------- | ------ |
| 2003 | Un Nuevo Amor              | Balada          | Indicado  | [ 73 ] |
| 2008 | En Vivo Auditorio Nacional | Balada          | Indicado  | [ 74 ] |
| 2019 | Más Enamorada con Banda    | Música Mexicana | Indicado  | [ 75 ] |

## Prêmio Orgullosamente Latino
O Prêmio Orgullosamente Latino foi criado em 2004 por Alexis Núñez Oliva, produtor executivo da emissora mexicana Ritmoson Latino, e foi extinto em 2010. O prêmio honrava os melhores da música latina e os vencedores eram escolhidos pelo público. Em 2005, Lucero recebeu um prêmio e em 2007, recebeu duas indicações.
| Ano  | Receptor/Trabalho indicado | Prêmio                | Resultado | Ref.   |
| ---- | -------------------------- | --------------------- | --------- | ------ |
| 2005 | Cuándo Sale un Lucero      | Melhor Álbum Latino   | Venceu    | [ 76 ] |
| 2007 | Quiéreme Tal Como Soy      | Melhor Álbum Latino   | Indicado  | [ 77 ] |
| 2007 | Quiéreme Tal Como Soy      | Melhor Cantora Latina | Indicado  | [ 77 ] |

## Prêmio Os Melhores do Ano de Minha Novela
O Prêmio Os Melhores do Ano de Minha Novela foi criado em 2004 pela revista brasileira Minha Novela e premia artistas e produções da televisão nacional e estrangeira através do voto do público. Em 2016, Lucero ganhou um prêmio.
| Ano  | Receptor/Trabalho indicado | Prêmio                                                | Resultado | Ref.   |
| ---- | -------------------------- | ----------------------------------------------------- | --------- | ------ |
| 2016 | Soy tu Dueña               | Astro Estrangeiro (pela exibição da novela no Brasil) | Venceu    | [ 78 ] |

## Prêmio Oye!
O Prêmio Oye! foi criado pela Academia Nacional da Música no México (ANAMUSA) em 2002. O prêmio honra os artistas da indústria musical mexicana e é equivalente aos Grammy Awards no país. Em 2011, Lucero recebeu um prêmio honorário pelos seus 32 anos de carreira.
| Ano  | Receptor/Trabalho indicado | Prêmio                                       | Resultado | Ref.   |
| ---- | -------------------------- | -------------------------------------------- | --------- | ------ |
| 2011 | Trajetória artística       | Prêmio Honorário (pelos 32 anos de carreira) | Venceu    | [ 80 ] |

## Prêmio Palmas de Oro
O Prêmio Palmas de Oro foi criado pelo Círculo Nacional dos Jornalistas do México em 1957 e premia o melhor do teatro, cinema, televisão, música, esporte e da política mexicana. Lucero ganhou duas Palmas de Oro: um honorário por seus vinte anos de carreira em 1999 e outro na categoria "Melhor Atriz" pela novela Alborada em 2006.
| Ano  | Receptor/Trabalho indicado | Prêmio                                          | Resultado | Ref.   |
| ---- | -------------------------- | ----------------------------------------------- | --------- | ------ |
| 1999 | Trajetória artística       | Prêmio Honorário (pelos vinte anos de carreira) | Venceu    |        |
| 2006 | Alborada                   | Melhor Atriz                                    | Venceu    | [ 82 ] |

## Prêmio People en Español
O Prêmio People en Español foi originado pela revista de mesmo nome em 2009. O prêmio homenageia artistas latinos da música, moda, cinema e televisão. Lucero ganhou cinco prêmios de quatorze indicações.
| Ano  | Receptor/Trabalho indicado   | Prêmio                                       | Resultado | Ref.   |
| ---- | ---------------------------- | -------------------------------------------- | --------- | ------ |
| 2009 | Mañana Es Para Siempre       | Melhor Vilã                                  | Venceu    | [ 84 ] |
| 2010 | "Dueña de tu Amor"           | Retorno do Ano                               | Indicado  | [ 85 ] |
| 2010 | "Dueña de tu Amor"           | Canção do Ano                                | Indicado  | [ 86 ] |
| 2010 | Soy tu Dueña                 | Melhor Atriz                                 | Indicado  | [ 87 ] |
| 2010 | Soy tu Dueña                 | Melhor Casal (com Fernando Colunga)          | Indicado  | [ 88 ] |
| 2010 | Latin Grammy Awards          | Melhores Apresentadores (com Eugenio Derbez) | Venceu    | [ 89 ] |
| 2011 | Latin Grammy Awards          | Melhores Apresentadores (com Eugenio Derbez) | Venceu    | [ 90 ] |
| 2011 | Indispensable                | Melhor Cantor(a) ou Grupo Pop                | Indicado  | [ 91 ] |
| 2011 | "Esta Vez la Primera Soy Yo" | Vídeo do Ano                                 | Indicado  | [ 92 ] |
| 2011 | Lucero                       | Separação do Ano (com Manuel Mijares)        | Indicado  | [ 93 ] |
| 2012 | Lucero                       | Estrela do Ano                               | Venceu    | [ 94 ] |
| 2012 | Por Ella... Soy Eva          | Melhor Atriz                                 | Venceu    | [ 94 ] |
| 2012 | Por Ella... Soy Eva          | Casal do Ano (com Jaime Camil)               | Indicado  | [ 94 ] |
| 2014 | Yo Soy el Artista            | Melhor Apresentadora                         | Indicado  | [ 95 ] |

## Prêmio Radio Aurora
O Prêmio Radio Aurora foi criado pela rádio chilena e venezuelana de mesmo nome. A rádio teve sua primeira transmissão em 1982 e foi extinto em 2002. Lucero ganhou o prêmio dado pela rádio de "Melhor Cantora Internacional" em 1993 pela canção "Veleta".
| Ano  | Receptor/Trabalho indicado | Prêmio                       | Resultado | Ref.   |
| ---- | -------------------------- | ---------------------------- | --------- | ------ |
| 1993 | "Veleta"                   | Melhor Cantora Internacional | Venceu    | [ 23 ] |

## Prêmio Tu Mundo
O Prêmio Tu Mundo foi criado em 2012 pela emissora americana Telemundo e honra o melhor da cultura pop na área da televisão e música latina. Em 2015, Lucero recebeu duas indicações, ganhando um prêmio.
| Ano  | Receptor/Trabalho indicado | Prêmio                             | Resultado | Ref.   |
| ---- | -------------------------- | ---------------------------------- | --------- | ------ |
| 2015 | Yo Soy el Artista          | Apresentador de Especiais Favorito | Indicado  | [ 97 ] |
| 2015 | Lucero                     | O Favorito da Noite                | Venceu    | [ 98 ] |

## Prêmio TVyNovelas
O Prêmio TVyNovelas foi criado em 1983 pela revista de mesmo nome em parceria com a Televisa e é transmitida anualmente pelo Las Estrellas e pela Univision. O prêmio honra o melhor da televisão mexicana. Lucero é considerada a artista que mais ganhou o Prêmio TVyNovelas, tendo recebido 21 prêmios de trinta indicações.  
| Ano  | Receptor/Trabalho indicado | Prêmio                                                              | Resultado | Ref.    |
| ---- | -------------------------- | ------------------------------------------------------------------- | --------- | ------- |
| 1983 | Chispita                   | Melhor Atuação Infantil                                             | Venceu    | [ 10 ]  |
| 1985 | Con Tan Pocos Años         | Melhor Cantor(a)                                                    | Indicado  |         |
| 1990 | Cuéntame                   | Melhor Cantora Juvenil                                              | Venceu    | [ 99 ]  |
| 1990 | Lucero                     | Melhor Penteado Feminino                                            | Venceu    | [ 99 ]  |
| 1991 | Cuándo Llega el Amor       | Melhor Atriz Juvenil                                                | Venceu    | [ 10 ]  |
| 1991 | Con mi Sentimiento         | Melhor Cantora Juvenil                                              | Indicado  | [ 41 ]  |
| 1992 | Sólo Pienso en Tí          | Melhor Cantora Juvenil                                              | Venceu    | [ 10 ]  |
| 1992 | Lucero                     | Prêmio Especial (As Pernas Mais Bonitas do Meio Artístico Mexicano) | Venceu    | [ 10 ]  |
| 1993 | Lucero de México           | Melhor Cantora                                                      | Indicado  |         |
| 1993 | Lucero de México           | Prêmio Especial (Melhor Cantora de Ranchero)                        | Venceu    | [ 23 ]  |
| 1994 | Los Parientes Pobres       | Melhor Atriz Juvenil                                                | Venceu    | [ 10 ]  |
| 1994 | "Los Parientes Pobres"     | Melhor Tema Musical                                                 | Indicado  | [ 23 ]  |
| 1994 | Lucero                     | Melhor Cantora                                                      | Venceu    | [ 10 ]  |
| 1995 | ¡Cariño de mis Cariños!    | Melhor Cantora                                                      | Venceu    | [ 10 ]  |
| 1996 | Lazos de Amor              | Melhor Atriz                                                        | Venceu    | [ 10 ]  |
| 1996 | "Lazos de Amor"            | Melhor Tema Musical                                                 | Indicado  | [ 100 ] |
| 1996 | Siempre Contigo            | Melhor Cantora                                                      | Venceu    | [ 10 ]  |
| 1997 | Trajetória artística       | Prêmio Especial (Cantora do Ano)                                    | Venceu    | [ 101 ] |
| 1998 | Teleton México             | Prêmio Honorário (por apresentar o programa por 26 horas)           | Venceu    | [ 10 ]  |
| 1999 | "El Privilegio de Amar"    | Melhor Tema Musical (com Manuel Mijares)                            | Venceu    | [ 102 ] |
| 1999 | Trajetória artística       | Prêmio Honorário (pelos vinte anos de carreira)                     | Venceu    | [ 102 ] |
| 2001 | Mi Destino Eres Tú         | Melhor Atriz                                                        | Venceu    | [ 10 ]  |
| 2001 | Mi Destino Eres Tú         | Melhor Beijo (com Jorge Salinas)                                    | Indicado  | [ 10 ]  |
| 2003 | Regina                     | Prêmio Especial (por sua atuação na peça)                           | Venceu    | [ 103 ] |
| 2005 | Trajetória artística       | Prêmio Honorário (pelos 25 anos de carreira)                        | Venceu    | [ 104 ] |
| 2006 | Alborada                   | Melhor Atriz                                                        | Venceu    | [ 105 ] |
| 2009 | Mañana Es Para Siempre     | Melhor Atriz                                                        | Indicado  | [ 106 ] |
| 2011 | Soy tu Dueña               | Melhor Atriz                                                        | Indicado  | [ 107 ] |
| 2013 | Por Ella... Soy Eva        | Melhor Atriz                                                        | Indicado  | [ 108 ] |
| 2013 | Trajetória na televisão    | Prêmio Especial (por sua carreira nas novelas)                      | Venceu    | [ 108 ] |

## Troféu Internet
O Troféu Internet foi criado em 2001 pelo apresentador e dono da emissora SBT, Silvio Santos, e honra o melhor da televisão e música brasileira. É transmitido anualmente pelo SBT e os premiados são anunciados juntamente com os de um outro prêmio, o Troféu Imprensa. Diferente deste em que os vencedores são escolhidos por uma bancada de jornalistas, o Troféu Internet premia os vencedores pelo voto online através do site oficial do SBT ou pelo Portal Terra. Em 2017, Lucero recebeu uma indicação, se tornando a primeira atriz estrangeira a concorrer ao prêmio.
| Ano  | Receptor/Trabalho indicado | Prêmio       | Resultado | Ref.  |
| ---- | -------------------------- | ------------ | --------- | ----- |
| 2017 | Carinha de Anjo            | Melhor Atriz | Indicado  | [ 5 ] |

## Yahoo! México OMG! Awards
Os Yahoo! México OMG! Awards, foram criados em 2010 pela Yahoo! do México e é a edição mexicana do prêmio filipino Yahoo! OMG! Awards (atual Yahoo! Celebrity Awards), que honra o melhor da cultura pop. Os vencedores são escolhidos pelos usuários do portal. Na segunda edição ocorrida em 2011, Lucero ganhou um prêmio.
| Ano  | Receptor/Trabalho indicado | Prêmio        | Resultado | Ref.    |
| ---- | -------------------------- | ------------- | --------- | ------- |
| 2011 | Lucero                     | A Garota OMG! | Venceu    | [ 111 ] |